# Fenicunte
Fenicunte (en griego, Φοινικοῦς) es el nombre de un antiguo puerto griego de Jonia.
Es citado por Tucídides, que lo sitúa al pie de la cadena montañosa de Mimas y dice que fue usado por las naves atenienses para refugiarse tras un ataque infructuoso que dirigieron contra varias naves de Quíos en el año 412 a. C.
También lo menciona Tito Livio, que dice que estaba en el territorio de Eritras y que fue usado por los romanos durante la Guerra romano-siria.
Se desconoce su localización exacta, pero se ha sugerido que se hallaba en el territorio de la actual Küçükbahçe.